# مارانهاو
ولاية مارانهاو (Maranhão ؛ تلفظ برتغالي: ‎/maɾɐˈɲɐ̃w, maɾɐj̃ɐ̃w/‏ ) واحدة من الولايات السبع والعشرين البرازيلية تقع في المنطقة الشمالية الشرقية للبلاد، يحدها من الشمال المحيط الأطلسي، ومن الشرق بياوي وولاية توكانتينس من الجنوب، ومن الغرب ولاية بارا.عاصمتها مدينية ساو لويز، ويبلغ عدد سكانها حوالي 7 ملايين نسمة وتبلغ مساحتها 332،000 كيلومتر مربع (128،000 ميل مربع). يبلغ عدد سكان الولاية 3.4٪ من سكان البرازيل وتنتج 1.3٪ فقط من الناتج المحلي الإجمالي البرازيلي. وهي أفقر ولاية في البرازيل.
تعد صفائح مارانهاو منطقة مهمة للحفاظ على البيئة. ومما يثير الاهتمام أيضًا عاصمة ولاية ساو لويس، التي تم تصنيفها كموقع تراث عالمي لليونسكو. ومنطقة محمية أخرى هي دلتا نهر بارنيبا، بين ولايتي مارانهاو وبياوي، بحيراتها الضحلة وكثبانها الصحراوية وشواطئها أو جزرها المهجورة، مثل جزيرة كاجو تأوي الطيور النادرة.
الاقتصاد يعتمد على تصنيع الألومنيوم، السياحة وأستخراج الزيت من نبتة باباصو، الزراعة وتربية الحيوانات.

## أعلام
- خوسيه روبرتو غوميز سانتانا
- دينيس سيلفا
- عدي روتشا
- روي موريرا ليما